# Silvio Alverà
Silvio Alverà (Cortina d'Ampezzo, 17 dicembre 1921 – Cortina d'Ampezzo, 25 luglio 1986) è stato uno sciatore alpino e alpinista italiano.
Era fratello di Albino, anche lui sciatore alpino di alto livello e del bobbista olimpionico Michele Alverà .

## Biografia

### Carriera sciistica
Sciatore attivo negli anni quaranta e cinquanta, prese parte a due edizioni dei Giochi olimpici invernali: Sankt Moritz 1948 (6º nella discesa libera, 4º nello slalom speciale, 5º nella combinata) e Oslo 1952 (20º nella discesa libera, 22º nello slalom gigante, 19º nello slalom speciale). Si trovò al comando al termine della prima manche dello slalom olimpico di Sankt Moritz 1948, prima di concludere al quarto posto finale.

### Carriera alpinistica
Detto "Boricio", fu socio fondatore del gruppo alpinistico Scoiattoli di Cortina, con il quale nel 1942 aprì la via conosciuta come "Direttissima Scoiattoli" di sesto grado superiore sulla Torre Grande delle Cinque Torri e nel 1943 conquistò per primo la vetta della Punta Giordano, nel gruppo della Tête de Valpelline, in Valle d'Aosta. Nel 1947 aprì due nuove vie sulla Cima Bois e sul Sassolungo di Cibiana.

## Palmarès

### Campionati italiani
- 9 medaglie[3][4][5][6]:
  - 6 argenti (combinata nel 1946; combinata nel 1947; discesa libera, slalom speciale nel 1949; slalom gigante, slalom speciale nel 1951)
  - 3 bronzi (slalom speciale nel 1943; discesa libera nel 1947; slalom gigante nel 1953)